# Termoakustyka
Termoakustyka – dział fizyki badający wzajemny wpływ fal akustycznych i przepływu ciepła.

## Podział
Termoakustyka dzieli się na dwa zasadnicze zagadnienia:
- generację drgań akustycznych wywoływanych gradientem temperatury (silniki),
- wywoływanie gradientu temperatury z wykorzystaniem fali akustycznej (chłodziarki).

Aktualny stan wiedzy pozwala na budowę urządzeń chłodniczych w skali przemysłowej pozwalających nawet skraplanie gazu ziemnego.

## Urządzenia termoakustyczne
Wyróżnia się dwa rodzaje urządzeń termoakustycznych:
- urządzenia termoakustyczne z falą stojącą;
- urządzenia termoakustyczne z falą biegnącą.

### Urządzenia termoakustyczne z falą stojącą
Urządzenia termoakustyczne z falą stojącą charakteryzują się tym, że fala akustyczna w nich się pojawiająca jest falą stojącą - realizowane jest to przez odpowiednie dobranie wielkości rezonatora (w tym wypadku najczęściej długości rury rezonansowej). W przypadku silnika termoakustycznego wewnątrz rury rezonansowej znajduje się: górne źródło ciepła, regenerator (wymiennik regeneracyjny), dolne źródło ciepła, które łącznie wytwarzają falę akustyczną. 
W przypadku urządzenia chłodniczego wewnątrz rury rezonansowej znajduje się: źródło fali akustycznej, górne źródło ciepła, regenerator, dolne źródło ciepła, które łącznie umożliwiają transport ciepłą z ośrodka zimniejszego do ośrodka cieplejszego. Źródłem fali akustycznej może być:
- głośnik elektromechaniczny
- silnik termoakustyczny

ze względu na wyższą efektywność przetwarzania energii elektrycznej na falę akustyczną częściej jest stosowane to drugie rozwiązanie - czyli wykorzystanie silnika termoakustycznego.